# Siri Mullinix
Siri Lynn Mullinix (* 22. Mai 1978 in Denver, Colorado) ist eine ehemalige US-amerikanische Fußballtorhüterin.

## Karriere

### College
Ab 1995 war sie bis 1998 Teil der Mannschaft der North Carolina Tar Heels.

### Klub
In der Saison 1999 spielte sie nach ihrem College-Abschluss bei den Raleigh Wings und schloss sich zur Saison 2001 dem neuen WUSA-Franchise Washington Freedom an. Nach dem Ende des Franchise und dem der Liga endete ihre Zeit dort als Spielerin.

### Nationalmannschaft
Nachdem sie ab 1999 Einsätze in der US-Nationalmannschaft hatte, wurde sie für den Olympiakader beim Turnier der Spiele im Jahr 2000 nominiert. Bei diesem Turnier war sie die Stammtorhüterin und gewann mit ihrem Team am Ende die Silbermedaille. Auch bei der Weltmeisterschaft 2003 war sie wieder Teil des Kaders, kam jedoch nicht zum Einsatz.

### Trainer
Nachdem Ende ihrer Spielerinnenkarriere ging sie 2005 als Co-Trainerin in den Stab der UNC Greensboro Spartans, wo sie bis zur Saison 2008 verblieb. Daran anschließend war sie noch von 2009 bis 2010 bei den VCU Rams sowie ab 2011 bei den Clemson Tigers in ähnlicher Funktion tätig.